# Universums änglar (film)
Universums änglar (originaltitel: Englar alheimsins) är en isländsk biografisk film från 2000, i regi av Friðrik Þór Friðriksson. Filmen handlar om målaren Páll som diagnostiseras med schizofreni och tas in på mentalsjukhus. Den är baserad på boken med samma namn av Einar Már Guðmundsson. Huvudrollsinnehavaren Ingvar Eggert Sigurðsson vann en European Film Award för sin insats.